# Khaled
Khaled, właśc. Chalid Hadżdż Ibrahim (arab. ‏خالد حاجّ إبراهيم‎; ur. 29 lutego 1960 w Oranie) – algierski wokalista, autor tekstów i multiinstrumentalista. Nagrał utwory takie jak „Aïcha”, „Laila” oraz „Alech Taadi” (wykorzystany w filmie Piąty element).
Wystąpił 18 sierpnia 2000 w Operze Leśnej w Sopocie podczas koncertu Muzyka świata w trakcie XXXVII Międzynarodowego Festiwalu Piosenki, wykonując piosenkę z albumu „Kenza”.

## Dyskografia

### Albumy studyjne
- 1985: Hada Raykoum
- 1988: Fuir, Mais Où?
- 1988: Kutché – z Safy Boutella
- 1992: Khaled
- 1993: N’ssi N’ssi
- 1996: Sahra
- 1999: Kenza
- 2004: Ya-Rayi
- 2007: Best Of Khaled
- 2009: Liberté
- 2012: C’est la vie

### Albumy koncertowe
- 1998: Hafla
- 1999: 1, 2, 3 Soleils – z Rachidem Taha i Faudelem

### Albumy kompilacyjne
- 1991: Le Meilleur de Cheb Khaled
- 1992: Le Meilleur de Cheb Khaled 2
- 2005: Forever King
- 2005: Spirit of Rai
- 2005: Les Annees Rai
- 2006: Salou Ala Nabi
- 2006: Maghreb Soul – Cheb Khaled Story 1986–1990
- 2006: Anajit Anajit
- 2007: Best of
- 2009: Khaled: Rebel of Raï – The Early Years